# International Watch Company
IWC, International Watch Company, är en schweizisk klocktillverkare med säte i Schaffhausen. Företaget grundades 1868 av den amerikanska urmakaren Florentine Ariosto Jones, som flyttade från Boston till Schaffhausen. I början tillverkade IWC bara fickur, men i slutet av 1800-talet började de även tillverka armbandsur. IWC är unika i det att man är den enda klocktillverkaren i den tyskspråkiga delen av Schweiz, majoriteten av tillverkarna är lokaliserade i de fransktalande kantonerna kring Genève. 
Företaget har idag över 650 personer anställda, varav 180 urmakare.
IWC köptes upp av lyxvarukoncernen Richemont International SA i juli 2000.

## Modeller
Några av de mest populära modellserierna från IWC är Portofino, döp efter den italienska badorten,  kronografmodellen Portuguese samt flera serier av pilotklockor med namn som Spitfire och Top Gun.